# 室津島
室津島（むろつじま、むろつしま）とは、北海道奥尻郡奥尻町に属する奥尻島の南端、青苗岬の南約4kmに浮かぶ無人の岩礁群である。

## 概要
森磯島（最高標高10m）・水上（）岩（最高標高6m）・無名（）島のほか、北東に位置する岩礁群「地（）ノハッピ」や「沖ノハッピ」などにより構成される。

1920年代前半までは30頭ほどのトドの上陸が確認されていたが、その後は見られなくなっている。
海上自衛隊の掃海艇むろつの名称は、この室津島に由来する。

## 歴史
『蝦夷地名解』（北海道立文書館所蔵）では、「ムルチ島」について奥尻島の「アヲナイサキ」から1里程南の方にあり「周回」は1里あまりとしている。また「私領之節二月頃より四月頃まてヲツトセイをとる」との記述も見える。
文政9年（1826年）頃の作と推定される高橋景保の蝦夷図には「ムルヂ」として記載されている。
天保4年（1833年）に奥尻島を調査した今井八九郎による『奥尻島測量製図』では、「アヲナイ」から「凡一里半ヨ」の距離に「モリエシヨ」が記されている。
弘化3年（1846年）の調査記録である松浦武四郎の著書『再航蝦夷日誌』では、「モシリショ島」（原文ママ）ついて奥尻島から「凡壱里も隔つと思わる」としており、また「膃肭臍多く住るよし」としている。
安政5年（1858年）頃の作と推定される薮内於菟太郎著『蝦夷全地』所収の地図では、「字モロチシマ」「廻廿丁」とあり大小二つの島を描いている。また奥尻島の「アカ川」および「アヲナイ岬」から「渡海凡一里」であるとしている。

1896年刊行の『檜山爾志久遠奥尻太櫓瀬棚郡役所管内之図』では、室津島と森磯島の名称が見える。
1898年刊行の『日本水路誌』には「室津（）ノ島」として見え、「黒岩ノ数多塊ヨリ成リ其内最高キモノハ高潮面上高サ二十五呎」とある。
1917年の測量図では室津島のほか沖ノハッピの名称が記載されている。また1928年刊行の海図では室津島（Murotu Sima）・森磯島・沖ノハッピの名称が記載されている。
2004年9月の平成16年台風第18号では高波によって神社が流出した。